# Bandidos (мотоклуб)
Bandidos — международный мотоклуб. Клуб насчитывает 2 400 членов в 210 чаптерах (отделениях), базирующихся в 16 странах.
Bandidos MC, также известный как Bandido Nation, считается одним из «Большой Четвёрки» так называемых outlaw или 1%-ных мотоклубов.
По данным Федерального бюро расследований США и спецслужб других стран, Bandidos является одним из крупных мировых преступных синдикатов, вовлеченных в наркоторговлю.

## История
Клуб был основан 4 марта 1966 года в городе Сан-Леон в штате Техас Дональдом Чамберсом. Многие думают, что Чамберс выбрал название Bandidos для клуба после просмотра рекламного ролика по ТВ, в котором некий Frito Bandito с энтузиазмом рекламировал кукурузные чипсы Fritos. Это не так, поскольку ролик вышел в свет в 1968 году (хотя он действительно позаимствовал у героя ролика мачете и пистолет в качестве основных элементов эмблемы клуба). Дон Чамберс был ветераном Вьетнама в составе морской пехоты, поэтому для эмблемы своего клуба он избрал золотой и алый цвета, как и в эмблеме морских пехотинцев США. После Чамберса, который был взят под стражу по обвинению в убийстве в Эль-Пасо, Ронни «Сенека» Ходж (Ronnie «Seneca» Hodge) был избран президентом Bandidos. По состоянию на 2024 год лидером мотоклуба считается Френсис «Толиани» Марроне.

## Структура

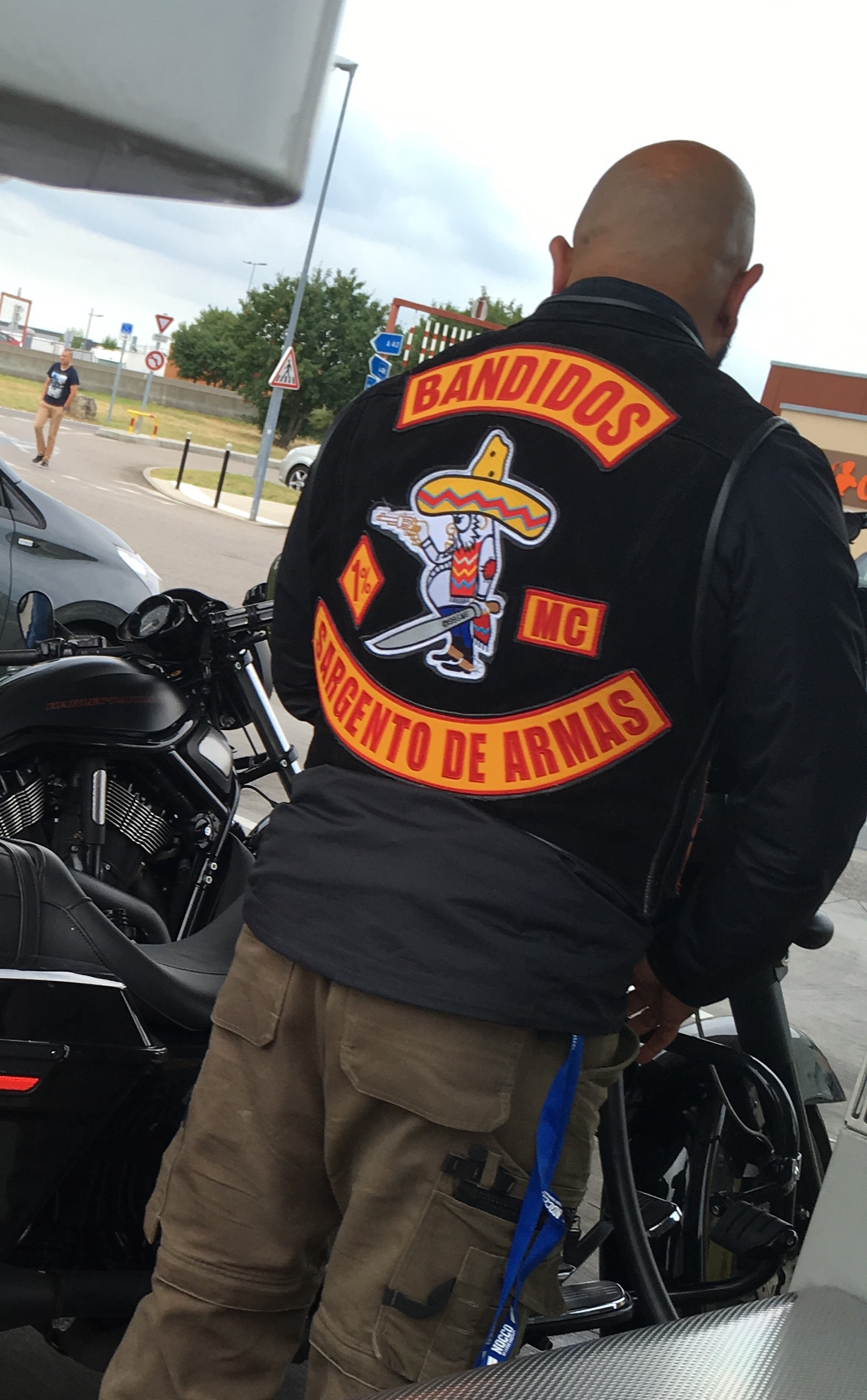
Bandidos

Организация клуба состоит из территориальных отделений и национальных чапт, в состав которых входят 4 региональных вице-президента и национальный президент.
Bandidos имеют более 90 чаптеров в США, 90 в Европе и ещё 17 в Австралии и Юго-восточной Азии. В США большая часть клуба сконцентрирована в Техасе, но также имеются в Луизиане, Миссисипи, Алабаме, Арканзасе, Нью-Мехико, Колорадо, Монтане, Вайоминге, Южной Дакоте, Юте, Айдахо, Неваде, округе Вашингтон, Оклахоме, Небраске и ещё некоторых штатах.
В 1999 году к Bandidos присоединился канадский клуб Rock Machine MC. Bandidos можно также найти в Австралии, где их чапты были сформированы в городах Аделаида, Балларат, Брисбен, Байрон-Бей, Кэрнс, Джелонг, Голд-Кост, Хантер-Валлей, Ипсуич, Мельбурн, Сидней и других. Австралийские Bandidos также поручили бывшим членам новозеландского клуба HIGHWAY 61 MC сформировать отделение Bandidos в Окленд (Новая Зеландия)
В последние годы наблюдается резкое увеличение присутствия Bandidos в Германии, Дании, Норвегии, Швеции, Финляндии, Бельгии, Италии, Люксембурге, Франции, на Украине и Нормандских островах. Плюс к этому клуб обосновался, в России и Восточной Европе, а также в Малайзию и Таиланд.
Как и Ангелы Ада (Hells Angels), Bandidos имеют так называемые саппорт-клубы (клубы поддержки), которые используются в качестве посредников и представителей Bandidos как в легальной, так и в незаконной деятельности. Саппорт-клубы носят эмблему с реверсивными цветами: золотая кайма и красный фон (эмблема Banidos: красная кайма и золотой фон). Они также обычно носят специальную эмблему, называемую «Сердце», представляющую собой круг с цветами Bandidos, на передней левой части жилета, как и члены самих Bandidos. Большинство таких клубов расположены в регионах.

## Преступная деятельность Bandidos MC

### США
В ноябре 2006 года Гленн Меритт (Glenn Merritt) из чапты Беллингема (штат Вашингтон) был приговорен к четырём годам тюремного заключения за хранение наркотиков и торговлю украденным имуществом. 32 членам клуба были предъявлены обвинения в том числе в преступном сговоре, даче ложных показаний, укрытии свидетелей, а также обвинения в нарушении ношения оружия, хранения наркотиков, рэкете. 18 из них были признаны виновными.
16 августа 2004 года был убит Роберт Кирога — чемпион по боксу с 1990 по 1993 года в суперлёгком весе по версии (МБФ). Ему были нанесены множественные ножевые ранения. По обвинению в убийстве в 2006 году был арестован и приговорен к 40 годам лишения свободы член Bandidos Ричард Мерла. «Я ни о чём не сожалею. Не испытываю угрызений совести. Мне не жаль ни его самого, ни его семью» — заявил Мерла. Bandidos всячески отрицали свою причастность к этому убийству, заявив, что не несут никакой ответственности за действия Мерла. Сам Мерла был исключен из клуба.
В марте 2006 года полиция г. Остин (Техас) назвала клуб Bandidos основным подозреваемым в убийстве 44-х летнего мотоциклиста Энтони Бенеша. Бенеш, который собирался открыть в Остине представительство Hells Angels, был застрелен снайпером, когда вместе со своей подругой и двумя детьми покидал ресторан. По данным полиции, в течение нескольких дней перед смертью Бенеш неоднократно получал звонки с угрозами и требованиями снять жилет с цветами Hells Angels.

### Скандинавия
Война за территорию и влияние в распространении наркотиков, получившая название «Великая Северная Война Байкеров» (или Великая Нордическая война) («Great Nordic Biker War») разразилась между Hells Angels и Bandidos, в 1994—1997 гг. В результате произошло 11 убийств, 74 попытки убийства, 96 раненых. В Дании в ответ на байкерские войны был принят закон, запрещающий байкерским клубам иметь или арендовать имущество. Правда, впоследствии закон был отменен.
14 января 2009 года президент отделения Bandidos в Швеции Мехди Сейет (Mehdi Seyyed) был приговорен к 9 годам заключения за две попытки убийства. В 2006 году с помощью ручных гранат им были взорваны две машины в Готтенбурге, принадлежащие свидетельствовавшим против него людям. Четверо его сообщников получили более короткие сроки.

### Австралия
Австралийская чапта Bandidos была образована в 1983 году в результате выхода части членов из клуба Comanchero MC. В Австралии Bandidos получили известность из-за участия в Мильперрской бойне — перестрелке с клубом Команчи, в результате которой было убито 7 членов из обоих клубов и 28 ранено, включая одного случайного свидетеля.
24 марта 2009 года офицер отделения Bandidos в г. Парраматта Махмуд Диб был арестован полицией за участие в серии перестрелок на улицах Сиднея в стычках с конкурирующим клубом Notorious. У него были изъят револьвер 45 калибра и патроны к нему.
На территории Австралии идет ожесточенная война между Bandidos и другими клубами, с перестрелками, убийствами, устранением свидетелей и невинными жертвами.

## Реакция властей в РФ
7 июня 2015 года Совет федерации опубликовал «патриотический стоп-лист» — список НКО, которые должны быть признаны «нежелательными организациями» и куда вошли Фонд Сороса, Фонд Макартуров, Freedom House, Национальный фонд демократии и др. Парламентарии призвали граждан присылать свои предложения, и сенатор Виктор Озеров упомянул о поступлении двух обращений от байкерского клуба «Ночные волки», с просьбой включить туда байкерские клубы Hells Angels и Bandidos MC. В обращении, подписанном лидером «Ночных Волков» и членом движения «Антимайдан» Александром Залдостановым вместе с Союзом десантников и «Боевым братством» утверждается, что эти «иностранные организации со штаб-квартирой в США» не соблюдают законы РФ, участвовали в событиях на Майдане и могут быть использованы в качестве основной боевой силы во время «цветной революции» в России. 13 августа, председатель комитета Совета федерации по конституционному законодательству Андрей Клишас обратился к генпрокурору Юрию Чайке с предложением внести Hells Angels и Bandidos в список нежелательных организаций.
В свою очередь Союз десантников Сибири обратился к руководству Союза десантников России, в котором указал, что сведения, изложенные в письме в Совфед, являются недостоверными.

## Большая четвёрка
Bandidos MC входит в так называемую «Большую четвёрку» крупнейших MC, имеющих филиалы не только в США, но и во многих странах мира:
- Hells Angels MC
- Outlaws MC
- Pagans MC
- Bandidos MC